# Hongwŏn (ort i Nordkorea)
Hongwŏn är en ort i Nordkorea.   Den ligger i provinsen Hamnam, i den centrala delen av landet, 220 km nordost om huvudstaden Pyongyang. Hongwŏn ligger 29 meter över havet och antalet invånare är 70 923.
Terrängen runt Hongwŏn är platt söderut, men åt nordväst är den kuperad. Havet är nära Hongwŏn åt sydost.  Närmaste större samhälle är Yuktae-dong, 17,3 km öster om Hongwŏn. 